# Ana María Estrada
Ana María Estrada Zúñiga (Santiago de Chile, 8 de septiembre de 1980) es una artista visual chilena, especializada en arte sonoro. Entre los años 2002 y 2005 estudia Licenciatura en Artes Visuales con mención en pintura en la Universidad de Chile, Santiago.

## Biografía
Desde el año 2010 dicta el Taller de Introducción al Arte Sonoro en su taller particular en Santiago y durante el año 2011 fue profesora de la Escuela de Música de la Universidad de Artes y Ciencias Sociales ARCIS, Santiago. En el año 2010 se adjudica el financiamiento FONDART, línea de investigación, que le permitió revisar los antecedentes para el desarrollo del Arte Sonoro en Chile, culminando con la publicación del libro: Sonidos Visibles: Antecedentes y desarrollo del Arte Sonoro en Chile.

## Obra
En cuanto a su camino en las artes visuales/sonoras, es importante destacar que:

“ha dedicado sus investigaciones teóricas y prácticas al proceso de trabajo a través del sonido (…) sus primeras incursiones en el sonido como materialidad surgieron en la universidad, en un curso de pintura, en donde experimentó con la idea del discurso y el ruido, a partir de casetes encontrados en su casa y antiguos reproductores de audio. Desde entonces se ha puesto a investigar por su cuenta la obra de artistas como Fluxus, John Cage y Juan Downey. En la escuela, además, comenzó a haciendo intervenciones sonoras en espacios públicos, que con el tiempo, fueron derivando en acciones y happening”. De ahí que ha reflexionado acerca del espacio también: “Siempre hay una correspondencia del espacio o del lugar con el sonido, eso es lo que prima, pero el orden de los factores, como van apareciendo, no siempre es el mismo yo creo”.

En su obra el sonido es primordial, llevándola a realizar la obra “Puntos de Escucha” en la cual buscaba centrarse y rescatar el acto de escuchar. Respecto de esta obra ha señalado:

“he querido convocar a personas de diversas edades, países y ocupaciones a enviar una foto suya escuchando. Esto es: una foto en donde se les pueda apreciar en el acto mismo de escuchar y en algún lugar que en particular consideren importante, interesante o necesario de escuchar”.

En esta misma línea ha señalado también que a través de este proyecto busca:

“que por un momento nos pongamos en el lugar del otro y así como constantemente apelamos a la idea de que las personas tienes distintos “puntos de vista”, generar conciencia y reflexionar también sobre los diferentes puntos de escucha que podemos tener sobre nuestro entorno y contexto sonoro”

.

## Exposiciones colectivas
- 2004 Territorio Sonoro, Galería Metropolitana, Santiago, Chile
- 2005 Zona Invisible, Reverberancias; Arte Sonoro Chileno, Museo Nacional de Bellas Artes, Santiago, Chile.
- 2005 Des-estructuración, Galería BECH, Santiago, Chile.
- 2008 Encuentro de Arte Sonoro Tsonami, Valparaíso, Chile.
- 2008 Seminario y exposición arte sonoro Oscilación, Escuela de Artes Universidad de Chile, Santiago, Chile.
- 2009 Encuentro de Arte Sonoro Tsonami, Valparaíso, Chile.
- 2011 Happening sonoro en espacio musical, Sesiones Piso 3, Santiago, Chile.
- 2011 Todo depende del cristal con que se mire, Galería Balmaceda 1215, Santiago, Chile.
- 2012 Festival Interface 2.0, de Valparaíso.
- 2012 Encuentro Arte Cruces sonoros, en el Museo de Arte Contemporáneo, MAC.
- 2013 Encuentro de Arte Internacional Blenar.
- 2015 Festival Vértex Barcelona.

## Premios y distinciones
- 2010 Sonidos Visibles: Antecedentes y desarrollo del Arte Sonoro en Chile, FONDART, Fomento de las Artes y la Artesanía, Consejo Nacional de la Cultura, Santiago, Chile.

## Publicaciones
- 2010. Sonidos visibles.
- 2016. Tran(ns)ducciones invisibles. Hacia una lectura del Arte Sonoro a través de la obra de Juan Downey .